# Кирьянов, Александр Иванович
Александр Иванович Кирьянов (31 августа 1920, Никитино, Челябинская губерния — 21 ноября 1972, Новокубанск, Краснодарский край) — участник Великой Отечественной войны, старший воздушный стрелок, гвардии младший лейтенант, полный кавалер ордена Славы. После войны работал во Всесоюзном научно-исследовательском институте испытания тракторов и сельхозмашин.

## Биография
Александр Иванович Кирьянов родился 31 августа 1920 года в крестьянской семье в деревне Никитино Никитинского сельсовета Чумлякской волости Челябинского уезда Челябинской губернии, ныне деревня входит в Щучанский муниципальный округ Курганской области. Русский.
Окончил педагогическое училище в городе Тобольске. С 1939 года преподавал историю и географию в школе в селе Гилёво Ярковского района Тобольского округа Омской области (ныне Тюменская область).
С 1939 года член ВЛКСМ.
В Рабоче-крестьянской Красной Армии с октября 1940 года, призван Ярковским РВК. Служил в кавалерийской части на Дальнем Востоке. После начала Великой Отечественной войны зачислен в Ишимскую авиационную школу. Через год получил военную специальность стрелка-радиста штурмовой авиации.
На фронте в Великую Отечественную войну с марта 1943 года.
Старший воздушный стрелок самолёта Ил-2 76-го гвардейского штурмового авиационного полка 1-й гвардейской штурмовой авиационной дивизии 1-й воздушной армии 3-го Белорусского фронта.
За время с 17 июля по 2 августа 1943 года гвардии сержант А. Кирьянов совершил 8 боевых вылетов. За воздушные бои 30 и 31 июля был награждён медалью «За отвагу».
К 20 декабря 1943 года кандидат в члены ВКП(б)гвардии сержант А. Кирьянов совершил 70 боевых вылетов. 26 сентября сбил Messerschmitt Bf.109. Был награждён орденом Красного Знамени.
К 17 апреля 1944 года гвардии старший сержант А. Кирьянов произвёл 96 боевых вылетов. Был награждён орденом Отечественной войны II степени.
В боевом вылете 26 июня 1944 года на штурмовку живой силы и техники противника в районе железнодорожной станции «Толочин» Толочинского района Витебской области Белорусской ССР старший сержант А. Кирьянов огнём из пулемёта поразил две вражеские автомашины с боеприпасами.
5 мая 1944 года вступил в ВКП(б), в 1952 году партия переименована в КПСС.
1 июля 1944 года в воздушном бою в районе города Орша Витебской области Белоруссии отразил три атаки четырёх истребителей противника.
29 июля 1944 года в том же районе поджёг несколько автомашин с боеприпасами.
К 4 августа 1944 года гвардии старший сержант А. Кирьянов произвёл 132 боевых вылета и был представлен к награждению вторым орденом Красного Знамени. За мужество и отвагу, проявленные в боях, 20 августа 1944 года за образцовое выполнение заданий командования в боях с немецко-фашистскими захватчиками гвардии старший сержант Кирьянов Александр Иванович награждён орденом Славы 3-й степени.
6 октября 1944 года в районе литовского города Расейняй отразил несколько атак вражеских истребителей и поджёг склад с боеприпасами.
18 октября 1944 года в районе города Шталлупёнен из пулемёта поразил вражеский бронетранспортёр.
К 22 октября 1944 года гвардии старшина А. Кирьянов произвёл 158 боевых вылета и был представлен к награждению вторым орденом Красного Знамени. За мужество и отвагу, проявленные в боях, 2 ноября 1944 года гвардии старший сержант А. Кирьянов награждён орденом Славы 2-й степени.
14 января 1945 года в боевом вылете в районе населённого пункта Тучшен из пулемёта подавил две зенитно-артиллерийские точки. К 11 февраля 1945 года совершил 180 боевых вылетов на разведку и штурмовку вражеских укреплений, скоплений войск и техники.
К 11 февраля 1945 года гвардии старшина А. Кирьянов произвёл 180 боевых вылетов и был представлен к ордену Славы 1-й степени.
К 10 апреля 1945 года гвардии старшина А. Кирьянов произвёл 208 боевых вылетов. Был награждён орденом Отечественной войны I степени.
Указом Президиума Верховного Совета СССР от 19 апреля 1945 года за образцовое выполнение заданий командования в боях с немецко-фашистскими захватчиками гвардии старшина награждён А. Кирьянов орденом Славы 1-й степени, став полным кавалером ордена Славы. В этот же день командир его экипажа — гвардии майор Гареев М. Г. был награждён второй медалью «Золотая Звезда». После вручения наград Кирьянов и Гареев получили двухнедельный отпуск, День Победы они встретили в Москве.
В июне 1946 года младший лейтенант Кирьянов А. И. уволен в запас. Жил в городе Ейске Краснодарского края. Работал в зерносовхозе.
С 1955 года жил в городе Новокубанске Новокубанского района Краснодарского края. В 1959 году окончил Высшую школу профсоюзного движения ВЦСПС. Работал во Всесоюзном научно-исследовательском институте испытания тракторов и сельхозмашин.
Александр Иванович Кирьянов скончался после тяжёлой болезни 21 ноября 1972 года. Похоронен в городе Новокубанске Новокубанского района Краснодарского края.

## Награды
- Орден Красного Знамени, 6 февраля 1944 года[3], вручен 23 февраля 1944 года
- Орден Отечественной войны I степени, 25 апреля 1945 года[4]
- Орден Отечественной войны II степени, 3 мая 1944 года[5]
- Орден Славы I степени № 166, 19 апреля 1945 года[6][7][8]
- Орден Славы II степени № 2824, 2 ноября 1944 года[9], вручен 7 ноября 1944 года
- Орден Славы III степени, 20 августа 1944 года[10], вручен 28 августа 1944 года
- Медаль «За отвагу», 7 августа 1943 года[11], вручена 7 августа 1943 года
- Медаль «За победу над Германией в Великой Отечественной войне 1941—1945 гг.», 15 сентября 1945 года[12][13]
- Юбилейная медаль «Двадцать лет Победы в Великой Отечественной войне 1941—1945 гг.»
- Медаль «За взятие Кенигсберга»

## Память
- Именем полного кавалера ордена Славы А. И. Кирьянова названа улица в городе Новокубанске Краснодарского края.
- Мемориальная доска установлена на доме, где он жил, Краснодарский край, Новокубанский район, город Новокубанск, ул. Кутузова, 8 — 45°07′50″ с. ш. 40°57′45″ в. д.HGЯO

## Семья
Жена Елена Никитична — учительница начальных классов.
Дочь Вера Александровна Константинова.